# Низь

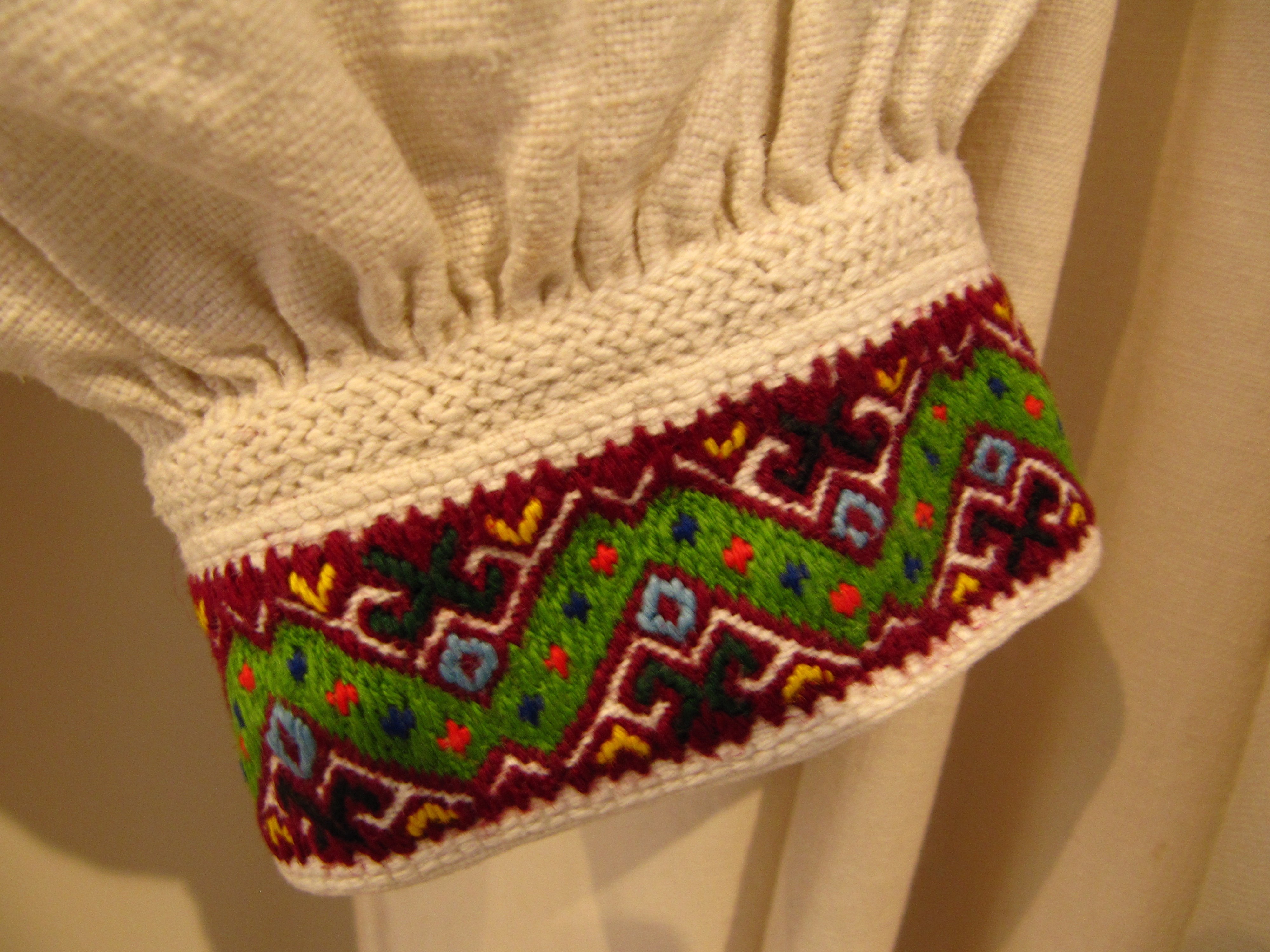
вишивка замковою низинкою на манжеті гуцульської сорочки

Низь (низи́нка, нізіне, низзя) — характерний для української вишивки рахунковий шов, що ґрунтується на техніці «вперед голку» і виконується зі споду. Саме виконання шва з вивороту (низу) полотна зумовило його назву. Низь домінує у традиційній одяговій вишивці Поділля та Гуцульщини, також зустрічається на Покутті, Бойківщині, Волинському Поліссі, Буковині. Ця техніка творить геометричні узори з чіткою діагоналлю на противагу ламаній, яка характерна для хрестика. За технікою виконання розрізняють низь просту і замкову, за напрямом — поздовжню і поперечну.

## Техніка виконання
Полотно обертають виворотом догори. Закріплюють вишивальну нитку у правому верхньому кутку. Починають вишивати згори до низу, спрямовуючи голку вертикально вниз між двома нитками основи і набираючи на неї кожен раз число ниток піткання, визначене схемою розводу. Геометрія низинних узорів така, що зазвичай це число непарне (складає 1, 3 або 5 ниток; більше 5 ниток стібок прямої низі не охоплює). Коли доходять до кінця ряду, то повертають голку догори, вколюючи її через одну вертикальну нитку полотна і продовжують вишивати згідно зі схемою узору. При вишиванні низинкою полотно не обертають, а шиють голкою почергово знизу вгору та згори вниз. Важливо не стягувати занадто нитку, а класти її вільно аби вишивка була опуклою. Слід особливо пильно рахувати нитки при вишиванні декількох перших рядів орнаменту, далі динаміка узору дещо полегшить цей процес. Таким чином з лиця отримують «розвід» — однобарвне (рідше у декілька барв) вишиття, яке потім заповнюють вишивкою нитками інших кольорів у техніках гладь, настил, ретязь.

## Різновиди

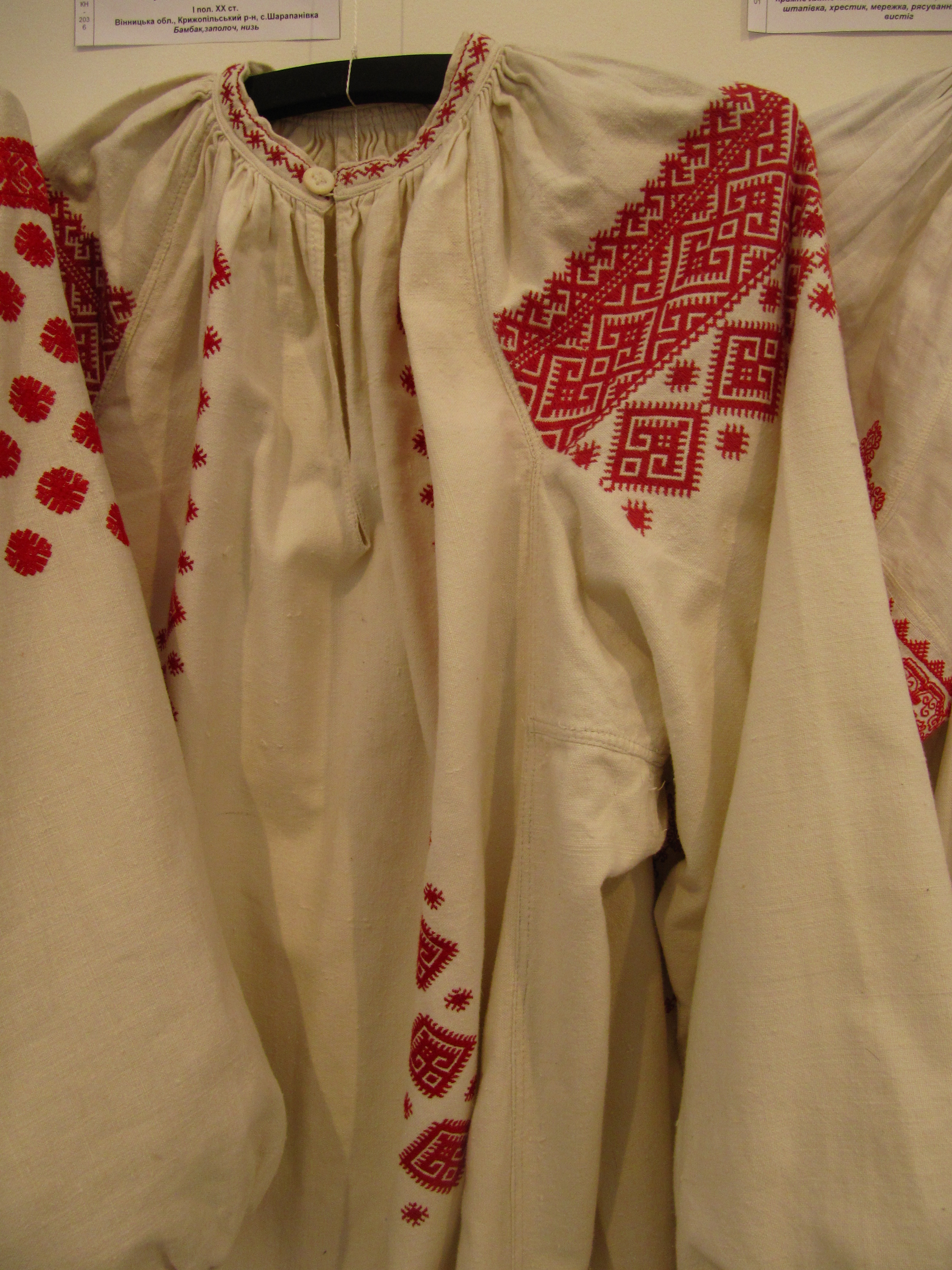
Подільська вишиванка низинкою, виставка Музею Івана Гончара

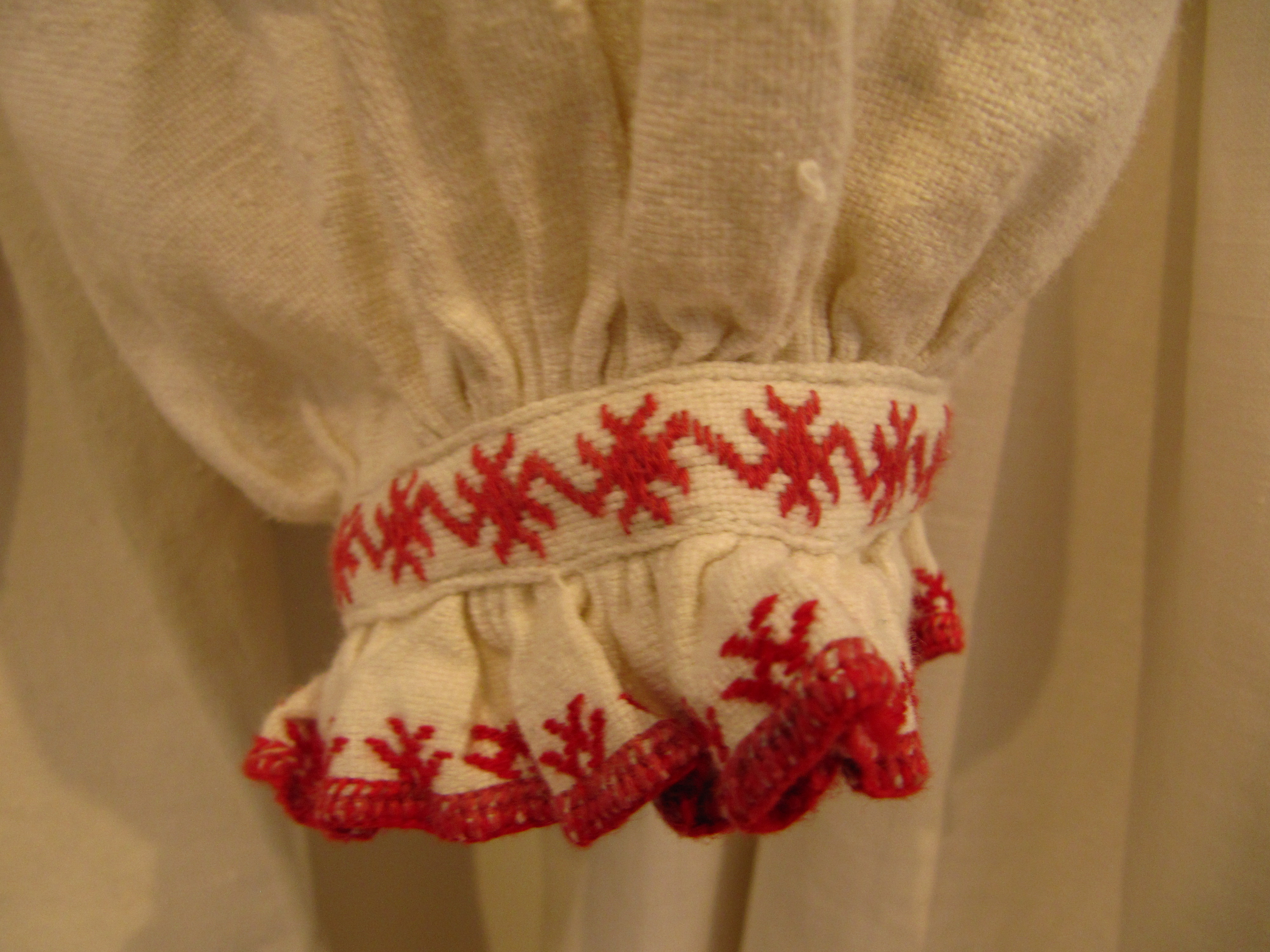
манжет сорочки

### За технікою виконання

#### Проста низь
Саме техніка виконання простої низі описана у попередньому розділі. Розвід, вишитий таким чином, складається з відносно коротких (до 5 ниток) стібків і проміжків між ними.

#### Замкова низь
Замкову(завертану) низь, низину «у стріть» застосовують, якщо хочуть досягти щільного, густого покриття тканини нитками. Відмінність від простої низинки у тому, що в цьому випадку можливі стібки від 7 ниток полотна, які закріплюються «замком» через кожні 4 нитки полотна. Для того, щоб виконати стібок на 7 ниток полотна, набирають на голку 4 нитки, далі повертаються на одну нитку назад і знову роблять стібок на 4 нитки. Поворот на одну нитку і є «замком». «Замки» зазвичай розташовуються не хаотично, а також утворюють чіткий орнамент.

#### Низинка подвійна
Низинка подвійна («задвійна», «дубельтова») технікою подібна до простої, проте кожен вертикальний рядок повторюється двічі (так само як горизонтальний у заволіканні). Цим швом дуже зручно вишивати за схемою хрестикового узору.

### За напрямом вишивання

#### Поперечна низь
Поперечну низь вишивають поперек узору, почергово то вгору, то вниз, кладучи вишивальну нитку паралельно ниткам основи. Поперечною низзю найчастіше вишиті уставки сорочок.

#### Поздовжня низь
Поздовжню низь вишивають вздовж узору горизонтально, кладучи вишивальну нитку паралельно ниткам піткання. Поздовжньою низзю виконують пазухи сорочок.

## Локальні особливості

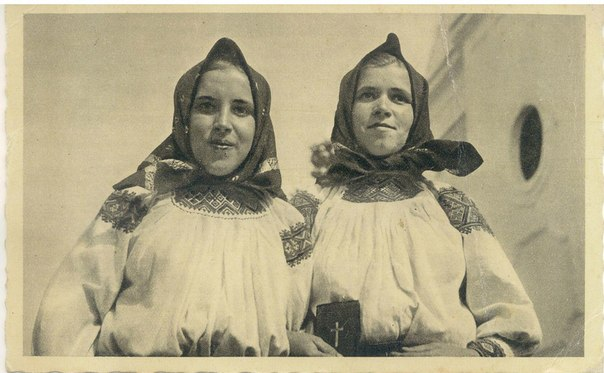
Бойківські вишиванки низинкою

Найширше низь представлена в одяговій вишивці Гуцульщини та Східного Поділля, проте зустрічається і в інших регіонах. У Прикарпатті низинні узори двоколірні (чорно-червоні), ширина уставки 5-6 см. На Покутті низинкою червоного кольору оздоблюють манжети у сорочках, вишитих біллю. До червоної низинки тут додають виповнення синім, зеленим, рожевим, фіолетовим та чорним.

### Низь на Поділлі

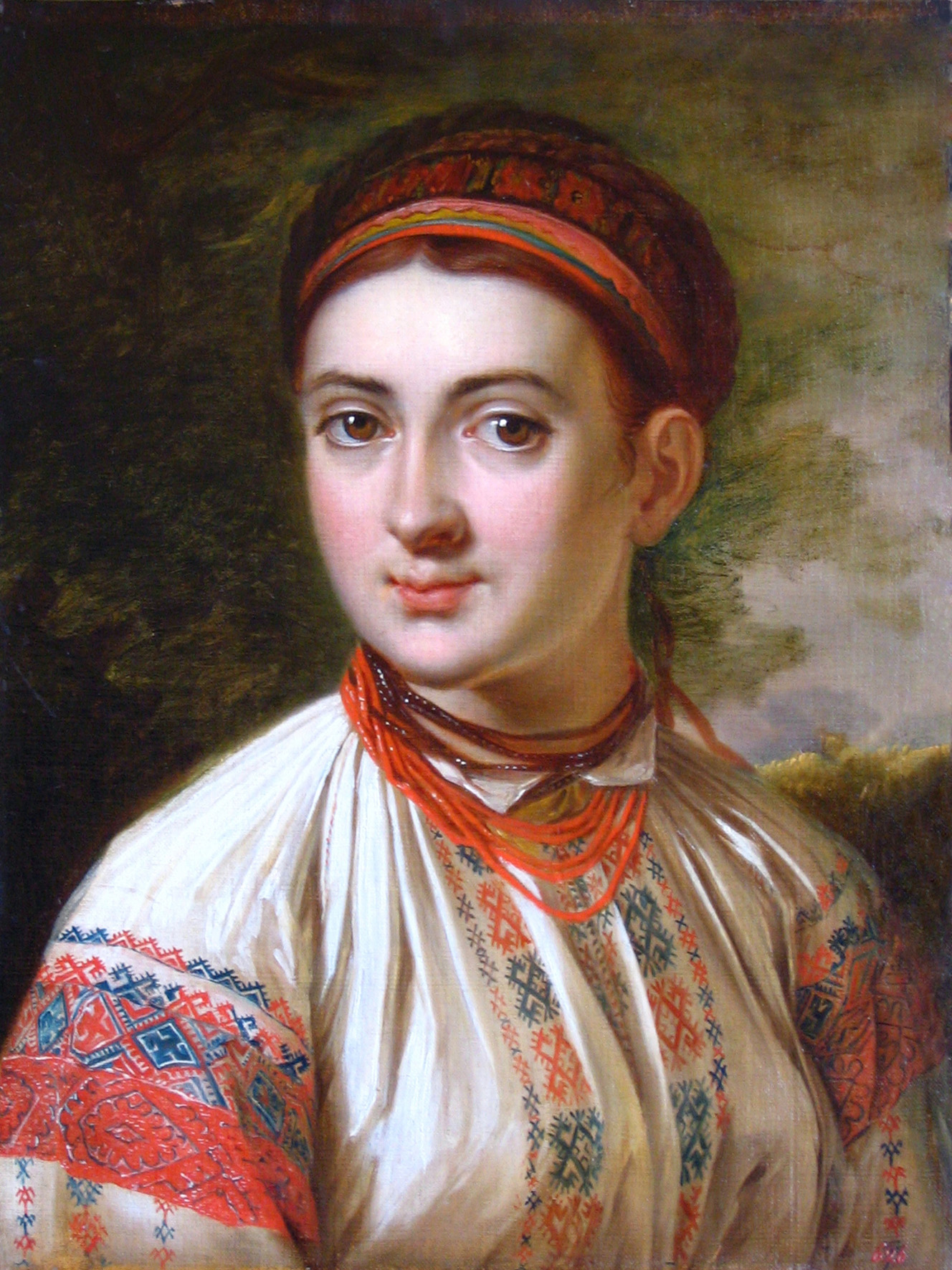
Подолянка в сорочці, вишитій низинкою, Тропінін

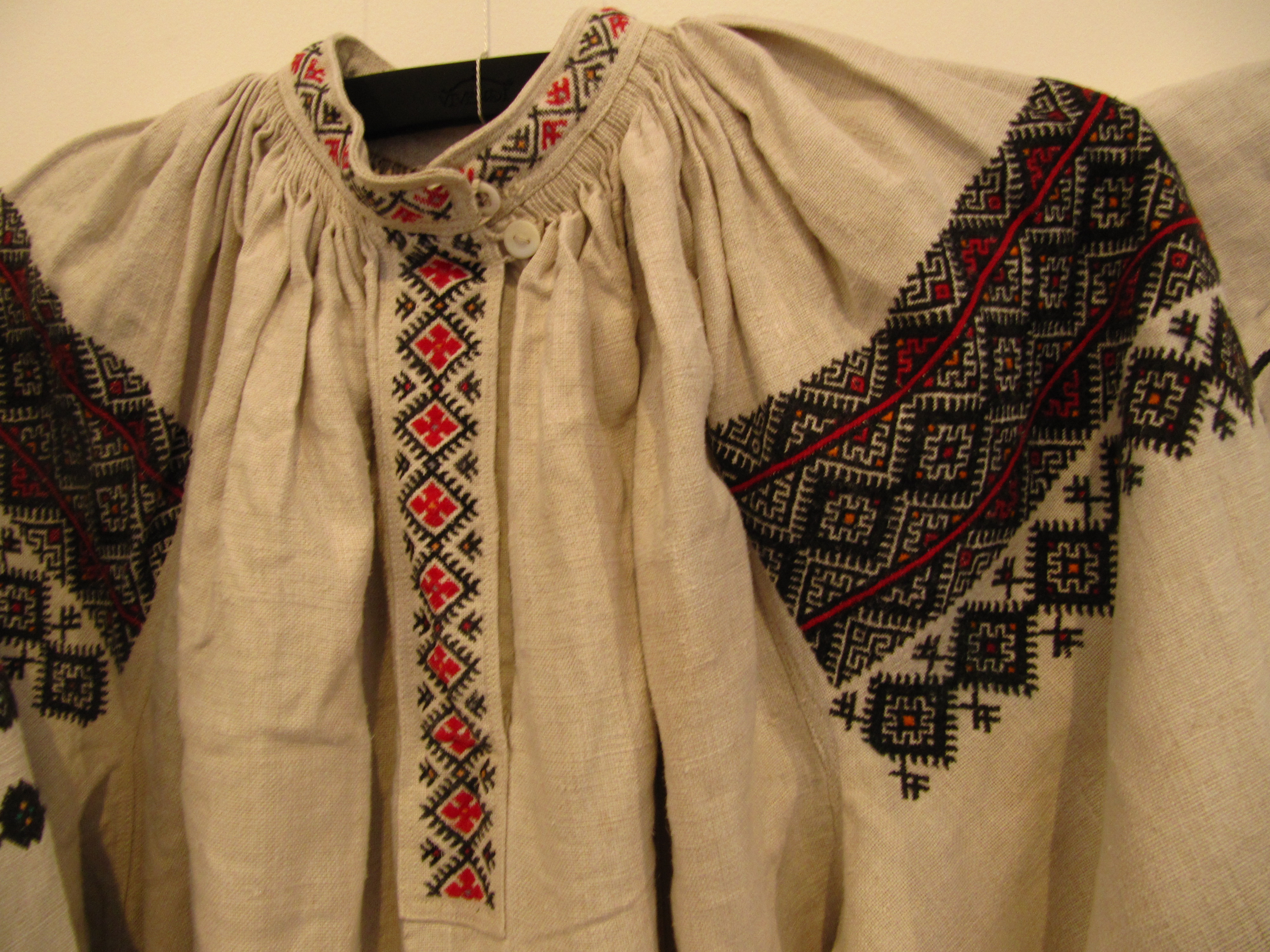
Подільська сорочка, вишита низзю

Для вишивок Східного Поділля характерна замкова низинка чорного, червоного або чорно-червоного кольорів, що інколи виповнюється жовтим, синім, зеленим. Зустрічається також проста низь та поєднання простої і замкової.
У низинних вишивках Східного Поділля нерідко спостерігається чергування чорного і червоного кольорів у квадратному або шаховому порядку.
Інколи на Поділлі низинні узори обводять іншим кольором: чорний розвід — червоним, червоний — чорним. Такий спосіб тут називають «поквітчення», а на Рівненщині — «обводи».
Наприкінці XIX — на початку XX століття в даній місцевості цю техніку називали «низя» і мала вона безліч різновидів залежно від особливостей виконання. Деякі з них: «кругла низя» (вишивку виконують двома паралельними лініями замість однієї), «лиса низя» (площі вишивки і незашитого тла рівні), «страпата низя» (присутні зубці в орнаменті), «низя з лиця шита» (виконується з лиця, фактично поперечне занизування), «сліпа низя» (проміжки невишитого тла дуже дрібні), «дрібна низзя» (виконана маленькими стібками), а також «цвіткова», «паршива»…
Низинні орнаменти Східного Поділля в народі називали «баранячі роги», «гребінці», «дорівська низь», «дримба», «дримби», «кривий Іванко», «кривуни», «купчаки», «куряча лапка», «кучерами», «ліри», «ліра», «маленький Іванко», «мутелики», «орли», «орли летять», «орли-метелики», «піддовки», «підкови», «половина безконечника», «раки», «реп'яшок», «саїнська низь», «саїнська низь прививається», «саїнська зозулька», «семирожок», «хрестами», «хвостичка», «хрестички», «шиті цілі» та інші.
Вишивкою низзю на Поділлі оздоблювали переважно одяг. У жіночих сорочках вишивали «уставку» — прямокутник вгорі рукава (міг бути окремим елементом крою або суцільним з рукавом), комір, манжети, пазуху та «погрудки» — вертикальні смуги спереду на рівні грудей.
У чоловічих сорочках вишивали манжети, комір та «манішку».

### Гуцульська низинка

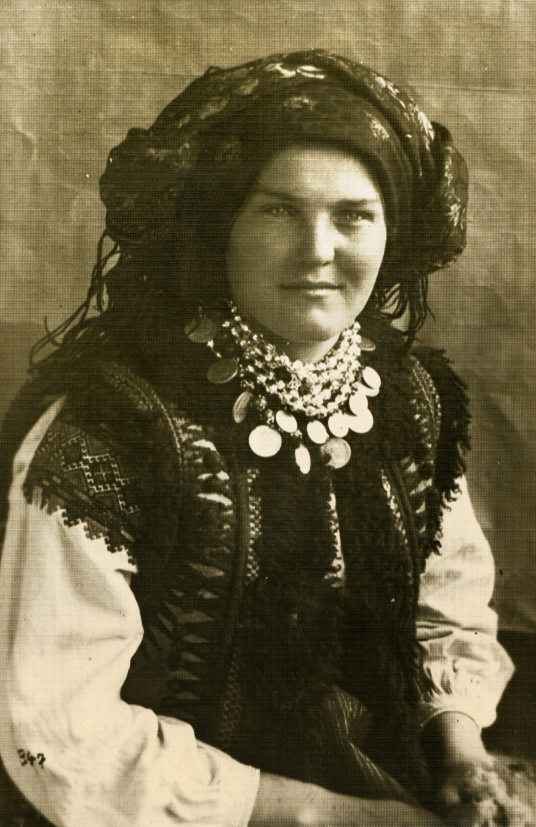
Гуцулка в сорочці, вишитій низинкою

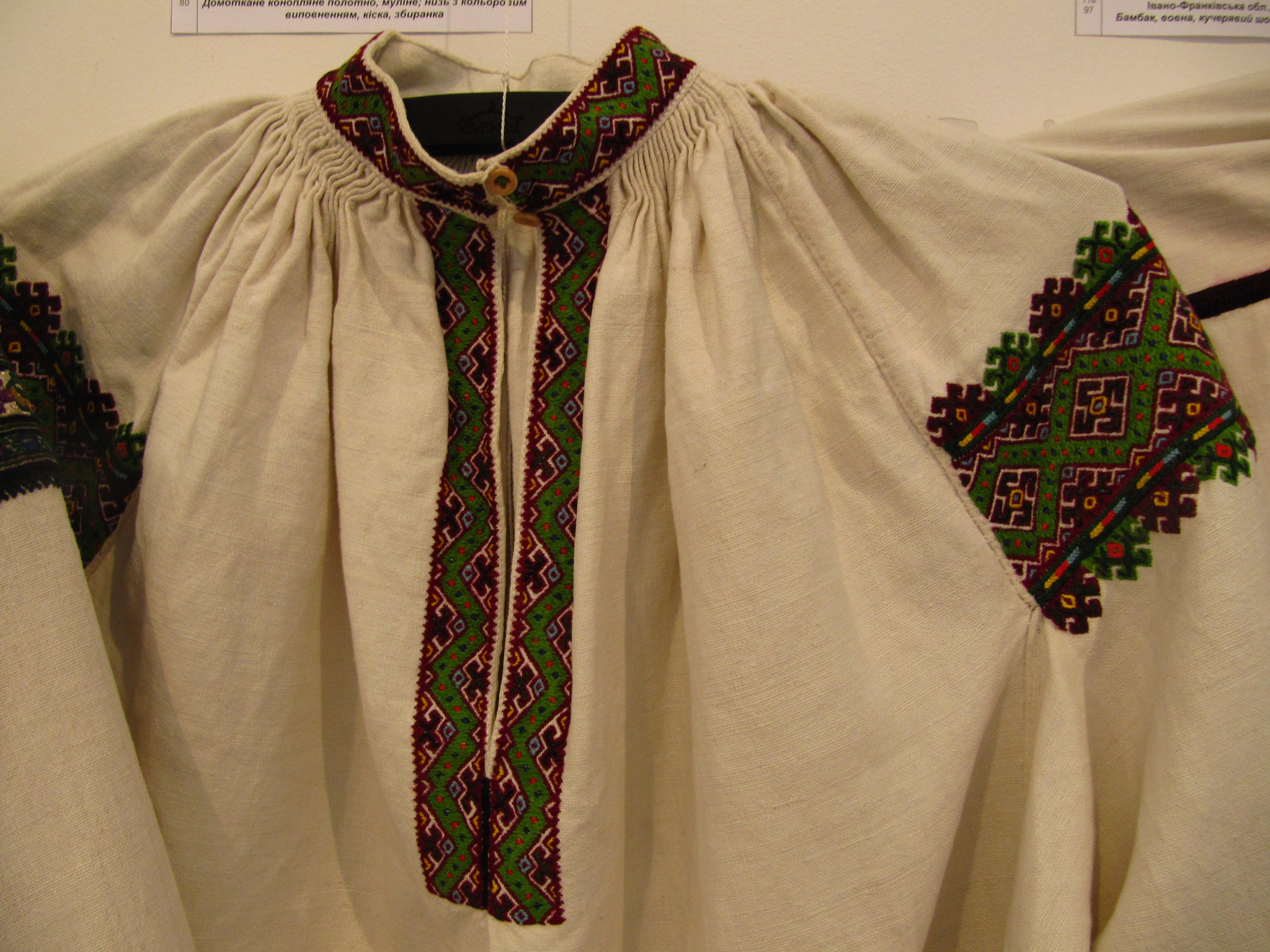
Гуцульська сорочка, вишита низинкою

Низинка на Гуцульщині зазвичай проста, чорного, рідше вишневого кольорів, виповнена у поліхромній гамі.
Замкова низинка, яку на Гуцульщині називають «у стріть» зустрічається рідше, вона притаманна Косівському району та Буковинській Гуцульщині (Вижницькому району).
Народні назви гуцульських низинних орнаментів:«баранковий», «дзвунковий», «штерновий», «ключки», «котєчі лапки», «листочковий», «скриньковий», «фасульковий», «чічкатий», «щіточковий» та інші. 
Як і на Поділлі, на Гуцульщині низинкою вишивали переважно натільний одяг — чоловічі та жіночі сорочки.
У жіночих сорочках основою вишивальних оздоб були «уставки». Вишивали також комір («прошивку») та манжети («дуди» або «брацари»). Пазуху часто залишали без вишивки, адже вбиралися у силянку, коралі, згарди.
«Погрудки» вишивали лише у Вижницькому районі.
У деяких місцевостях Гуцульщини сорочки, вишиті низзю, могли мати повністю вишитий рукав. Так, поблизу Вижниці вишивали на рукавах діагональні смуги замковою низинкою, переважно у червоних тонах. У Косівському районі побутували святкові або весільні сорочки-«рукавівки», де вся площина рукава нижче «уставки» була заповнена дрібними низинними мотивами у шаховому порядку.
У чоловічих сорочках основний об'єм вишиття припадав на вишивку пазухи. Вона могла бути у вигляді широкого нагрудника, який мав застібку збоку або у вигляді широких чи вужчих смуг з пазушним розрізом посередині. Чоловічі сорочки також мали вишиті комір і манжети та в деяких місцевостях «уставку», яка була значно вужча за жіночу.
Уставка гуцульської жіночої сорочки зазвичай складається з трьох частин: основного узору у формі прямокутника; «снурків» — рядів стібків на зразок ретязя, що обмежують основну композицію зверху та знизу, чи «перешивки» — вузького взору між «снурками»; «покрайниць» — верхній та нижній краї вишивки уставки, що часто мають форму зубців або ріжок.
Уставки жіночих сорочок Верховинщини — найширші на Гуцульщині. Тут їх вишивають завширшки «на п'єду» (п'ядь). Тому у жінок вона ширша, а у дівчат вужча. У верховинських уставках найчастіше 5 «снурків», з яких три — «перекладувані» (в них чергуються різнобарвні нитки через кожні 2-3 см), а два — однобарвні «черваки». Але також зустрічаються уставки з одним «снурком» (червоним або «перекладуваним») та трьома, з яких два — червоні і один — «перекладуваний». Іншим варіантом вишивки простору між основною композицією і «покрайницями» є «перешивка» разом з двома «шнурками». «Покрайниці» на Верховинщині також широкі, оздоблюють узор зверху і знизу. Внаслідок великої ширини уставки зазвичай верхня «покрайниця» ховається під кептарем, а нижня досягає ліктя. Колористика верховинських уставок — холодна, активно використовується фіолетовий, синій, бузковий колір. Вишивка пасує до верховинських кептарів, запасок, кресаней.
Для Яремчанщини характерні уставки середньої ширини. «Снурків» переважно три — 2 вишневі, один «перекладуваний». Часто основний узор обмежують лише «перешивки», без «снурків». «Покрайниці» обмежують вишивку лише зверху. Давні яремчанські жіночі сорочки мали вишитий нагрудник у формі прямокутника, орнамент якого повністю повторював основний узор «уставки». Покрайниці були лише навпроти основної орнаментальної композиції з боків та знизу. В нижніх кутах (вільних від «покрайниць») вишивали дрібні оберегові мотиви. Варіантів кольорового вирішення тут існує два. До ясінських кептарів пасують вишивки у теплій гамі. Для них використовують лимонний, морквяний, помаранчевий, небесний. До кептарів Ворохти вишивали у кольорах, характерних для сусідньої з Ворохтою Верховинщини.
На Надвірнянщині вишивали тонкою вовняною ниткою — «маціданкою». Для виповнення узорів разом з іншими використовували рожевий та темно-синій з чорнильним відтінком кольори. Уставки жіночих сорочок з цієї місцевості мали особливість: верхній «край» («покрайниця») був вищим за нижній.

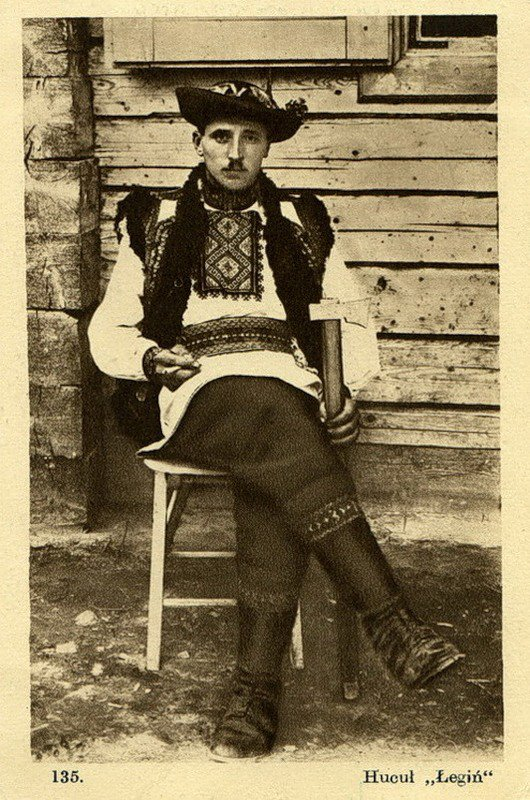
Чоловіча гуцульська сорочка, вишита низинкою

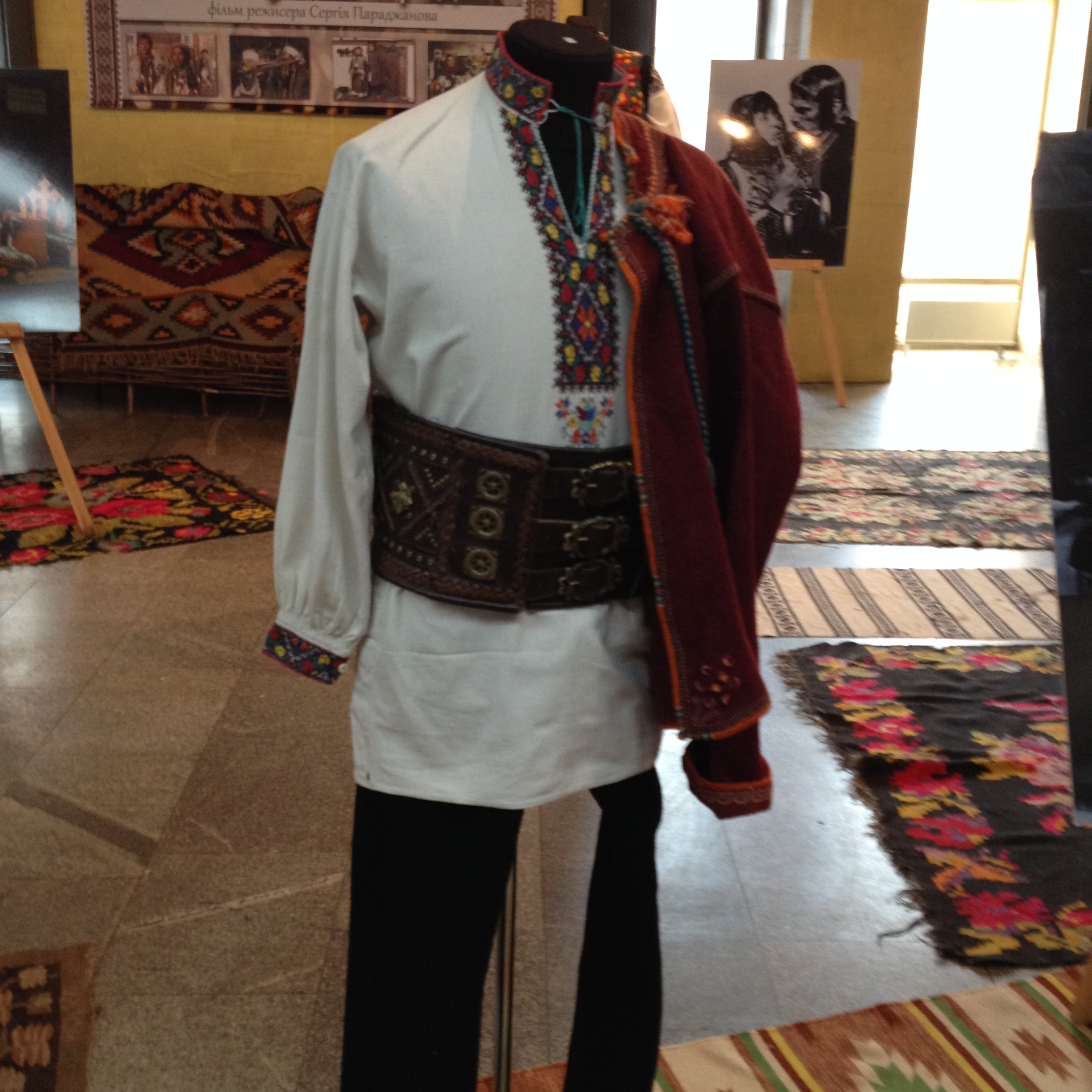

У селах Яворів, Соколівка, Бабин під уставкою вишивали мережки фіолетового, синього, зеленого, які не пасували до кольорового заповнення власне уставок. У Яворові побутували червоні весільні «рукав'янки», вишиті замковою низинкою.
У селах Снідавка, Шепіт, Брустурів орнаментальні композиції та колористика подібні до сіл Верховинського району.
Прокурава мала орнаментальні композиції і такі, що притаманні Шешорам та Пістині, і такі, як у Брустурах та Шепоті. У 2-й половині XX століття тут з'явилися «кантові» сорочки, викроєні тунікоподібно і прикрашені вишивкою навколо квадратної горловини, зверху та внизу непризбираного рукава. 
Село Розтоки має вишивки, подібні до Верховинських. Орнаментальні композиції спільні з с. Білоберізка Верховинського району. 
Основне декоративне навантаження у вишивці чоловічих сорочок припадало на пазуху. Вишивали також комір і манжети, іноді — «уставки», вужчі за жіночі.
У Верховинському районі варіантів оформлення пазухи чоловічої сорочки було три: у вигляді нагрудника, у вигляді двох широких смуг вишивки, з'єднаних внизу вузьким узором або у вигляді двох вузьких смуг вишивки, без «шнурків» і «покрайниць» (наш час).
Вишивання пазухи у вигляді нагрудника є найдавнішою оздобою весільних сорочок. Нагрудник — вишитий прямокутник, який складався з основного узору, «шнурка» переважно червоними або синіми нитками у техніці ретязі і «покрайниць».
При оформленні пазух двома широкими смугами вишивки ці смуги внизу можуть з'єднуватись у суцільний взір (як нагрудник) трикутним або трапецевидним клином або з'єднуватись між собою у нижній третині за допомогою вузької смуги вишивки на зразок «перешивки». Навколо таких пазух вишивали однобарвний «шнурок» та вузькі «покрайниці».
Вузькими смугами вишивки оформлюють пазухи сучасних верховинських сорочок.
На комірі-стійці («прошивці») вишивали фрагменти основного узору нагрудника або пазухи. Якщо «прошивка» була «вивернена» (виложений комір), то її вишивали половиною основного орнаменту. На широких манжетах («брацарах») вишивка була ідентична коміру, на вузьких («дудах») вишивали вужчі фрагменти основного узору.
Поблизу Яремче, у селах з-понад Прута пазухи чоловічих сорочок були двох варіантів. В давнину смуги вишивки пазух були вузькими та короткими, в сучасних сорочках вони вузькі та довгі (майже до пояса). Наприкінці ХІХ — у І пол. XX століття весільні чоловічі сорочки з цієї місцевості мали вишитий нагрудник. Він складався з широкого основного узору у формі прямокутника, трьох «шнурків» (двох червоних і одного «перекладуваного» по центру) і вузьких «покрайниць».
На Яремчанщині чоловічі святкові сорочки мали вузькі довгі вишиті «уставки». Вони розташовувалися над з'єднанням станка з рукавом. В «уставок» чоловічих сорочок не було ні шнурків, ні покрайниць. Також тут вузькими фрагментами основного узору вишивали поли.
Чоловічі сорочки Надвірнянщини мали вишиті уставки з рівними, на відміну від жіночих сорочок, «краями»; пазухи у вигляді двох паралельних смуг вздовж розрізу, під якими вишивали хрестоподібний оберіг; поли, оздоблені різнокольоровою «маціданкою». 

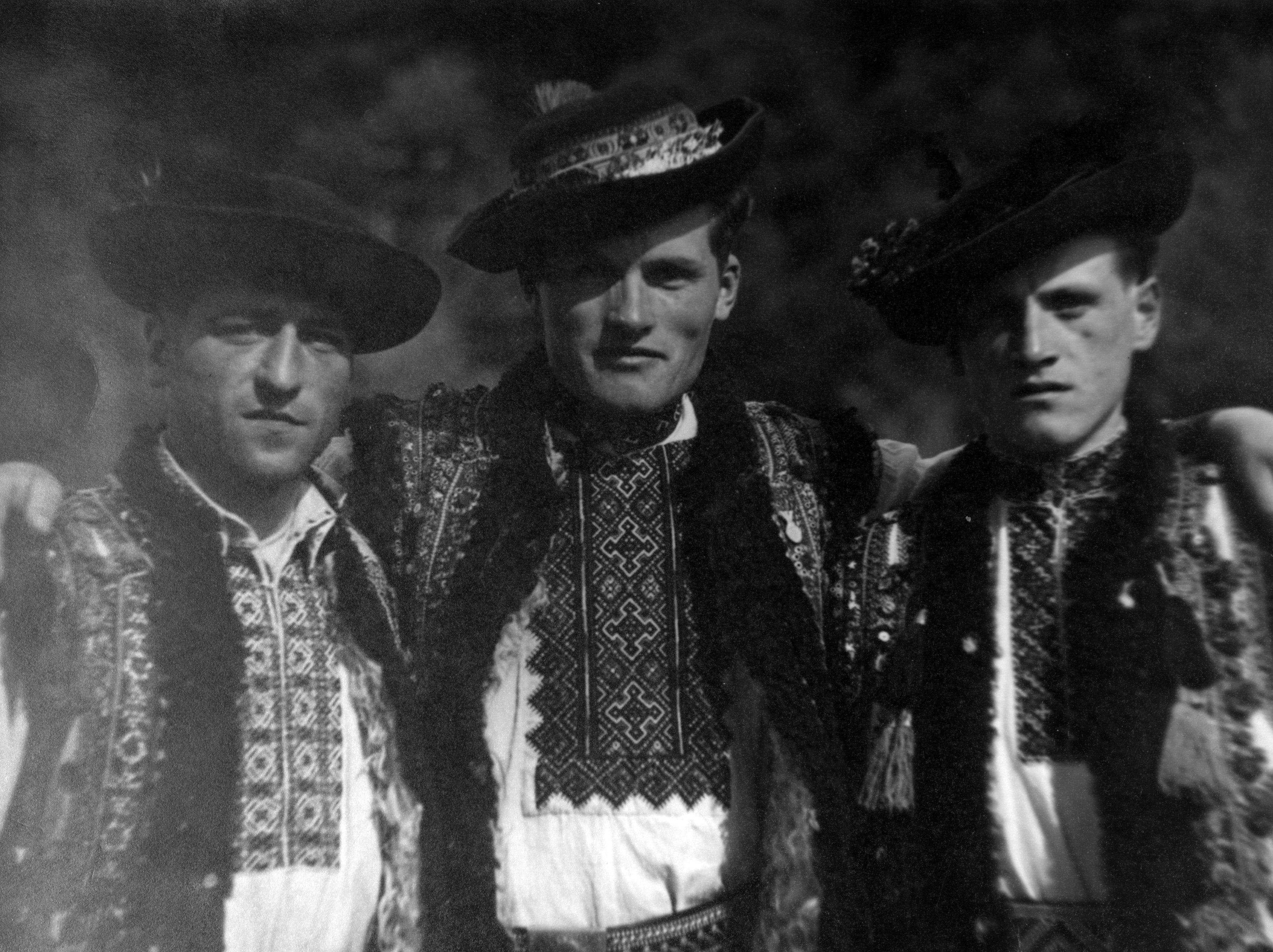
Легінь у сорочці низинкою в центрі
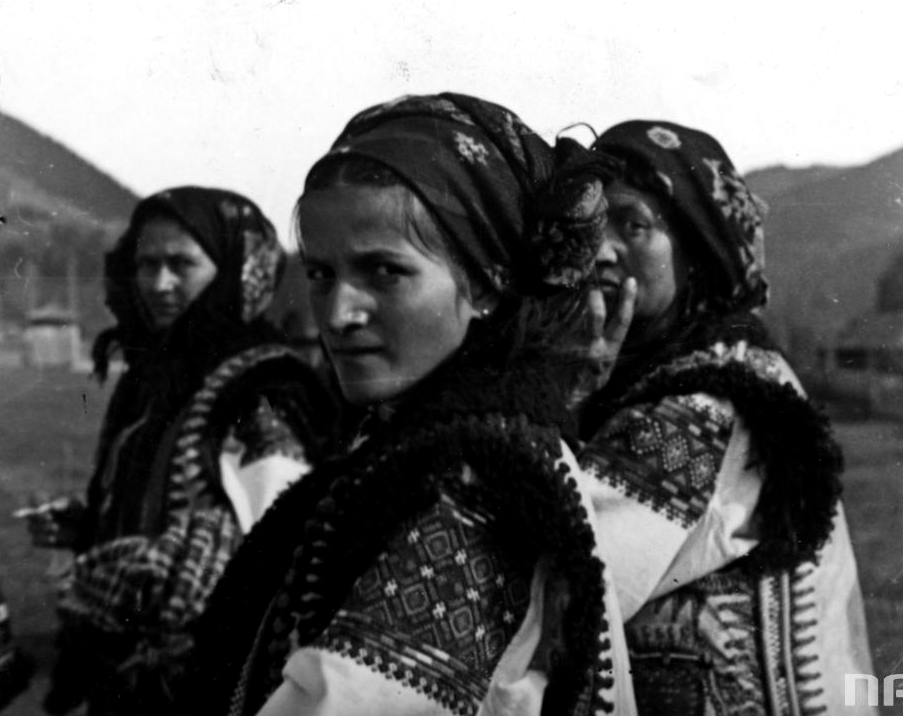
Гуцулки в сорочках низинкою

### Рушники Західної України

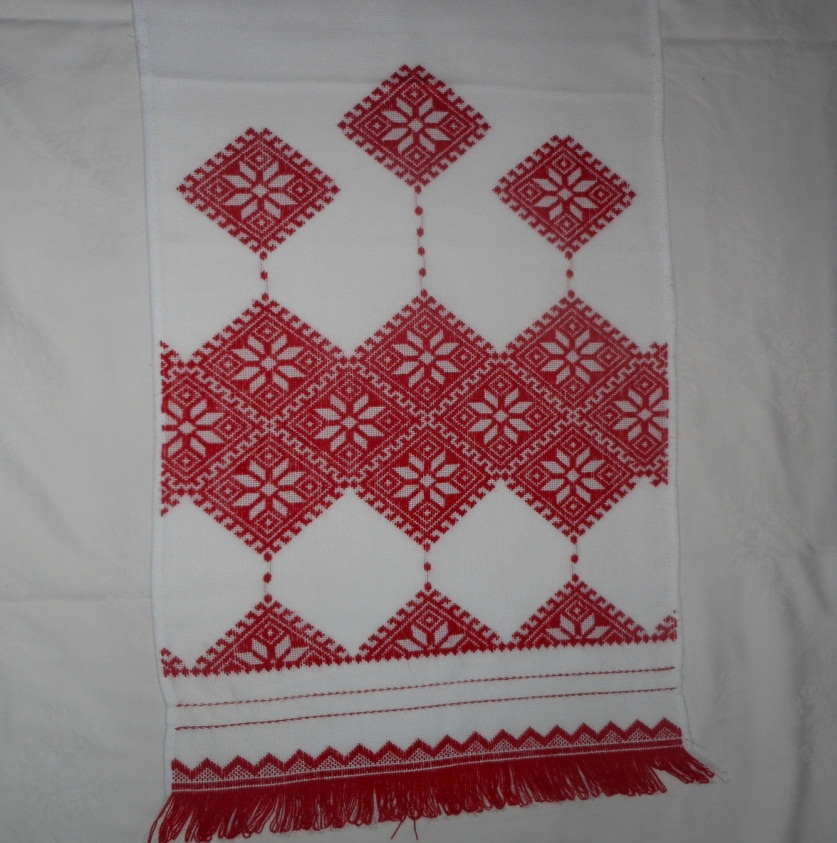
Рушник низинкою. Робота Галини Коханевич

Внаслідок курного житлового будівництва та розвиненого ткацтва вишитий рушник був нехарактерним для більшості місцевостей Західної України до початку XX століття. На початку XX століття на Гуцульщині та в суміжних регіонах рушники почали вишивати низзю, використовуючи орнаментальні композиції, що були притаманні одяговій вишивці (зокрема, розводи уставок жіночих сорочок).

## Зібрання схем розводів
- Савка Л., Сидор О. Низинкові візерунки: альбом орнаментів. — Дрогобич, 2007. — 98 с. — ISBN 978-966-384-062-8.
- Свйонтек І. Гуцульські вишивки Карпат. Мистецтво орнаменту. (Івано-Франківщина). — 2005. — 285 с.
- Свйонтек І. Вишивки Гуцульщини. Мистецтво геометричного орнаменту та колориту. — Івано-Франківськ : Нова Зоря, 2008. — 288 с. — ISBN 978-966-398-026-3.
- Сороханюк Є. Гуцульщина в низинці. — 2002. — 284 с.